# Samuel G. Armistead
Samuel Gordon Armistead (1927-2013), hispanista, folclorista y medievalista estadounidense.

## Biografía
Se doctoró en la Universidad de Princeton en 1955 en literatura española y filología románica. Enseñó en Princeton, en las Universidades de Pensilvania, Purdue y la Universidad de California en Los Ángeles (UCLA). Hasta su fallecimiento el 7 de agosto de 2013 fue profesor distinguido de literatura española en la Universidad de California, Davis. Los campos de investigación que le interesaron especialmente incluyen la lírica primitiva, la historiografía medieval, la dialectología hispánica, la épica castellana y el romancero viejo y tradicional. Realizó numerosas encuestas de campo sobre la literatura oral de las comunidades sefardíes de Marruecos y Oriente, además de comunidades en Portugal, Israel, y varios sitios en Estados Unidos.
En 1957, inició un proyecto colaborativo para recoger, editar y estudiar, desde una perspectiva comparativa, este cuerpo masivo de literatura oral hispánica. Desde 1975 también realizó investigaciones de campo en las comunidades de habla hispana en Luisiana. Publicó ampliamente sobre su lenguaje y literatura oral. Estudió en especial el Romancero judeoespañol y morisco. En 2010 es proclamado doctor honoris causa por la Universidad de Alcalá.

## Obras
- Judeo-Spanish Ballads from Bosnia  (con Joseph H. Silverman), 1971[3]
- Folk Literature of the Sephardic Jews, Vol. I: The Judeo-Spanish Ballad Chapbooks of Yacob Abraham Yona; (con Joseph H. Silverman), 1 de mayo de 1972[4][5]
- Romances judeo-españoles de Tánger (Judeo-Spanish Romances of Tangier, con Joseph H. Silverman), 1977[6]
- El romancero judeo-español en el Archivo Menéndez Pidal (The Judeo-Spanish ballads in the Archive Menéndez Pidal, con otros autores) (1978)[7][8][9]
- Tres calas en el romancero (Three bays in the ballads, con Joseph H. Silverman), 1979
- Hispania Judaica: Studies on the history, language, and literature of the Jews in the Hispanic world (con Joseph H. Silverman y Josep M. Sola-Solé), 1980[10]
- Judeo-Spanish Ballads from New York (con Joseph H. Silverman), 1981[11]
- Seis romancerillos de cordel sefardíes (Six ballads of Sephardic string, con Silverman y Iacob M. Hassán), 1981
- En torno al romancero sefardí: hispanismo y balcanismo de la tradición judeo-española (Around the Sephardic ballads: Hispanism and Balkanism of the Judeo-Spanish, con Joseph H. Silverman), 1982.[12][13]
- Música y poesía popular de España y Portugal (Music and Popular Poetry of Spain and Portugal, reedición del libro escrito por Kurt Schindler en 1941), 1991
- Bibliografías del romancero oral 1 (Bibliographies of oral ballads 1), 1992
- The Spanish Tradition in Louisiana: I, Isleño Folkliterature (con transcripciones musicales de Israel J. Katz), 1992[14]
- Folk Literature of the Sephardic Jews (tres vols., con Silverman e Israel J. Katz ), 1972 -  1994.[15][16]
- La tradición épica de las "Mocedades de Rodrigo" (The epic tradition of "Rodrigo Mocedades"), 1999

## Enlaces
- E. Michael Gerli. «Samuel G. Armistead». Asociación Hispánica de Literatura Medieval. Archivado desde el original el 28 de julio de 2014. Consultado el 20 de enero de 2017.

- Datos: Q7411445